# 820

## Събития
- Написана е Historia Brittonum.
- Михаил II заема императорското място във Византия след убийството на Лъв V Арменец.

## Родени
- Фотий I, патриарх на Константинопол (приблизителна година)

## Починали
- Шанкара, индуистки учител
- 25 декември – Лъв V Арменец, император на Византия